# Knut Fredriksson
Knut Rudolf "Favör-Fredrik" Fredriksson, född 3 mars 1930 i Torrskogs församling i Dalsland, död 19 maj 2019 i Bengtsfors, var en svensk friidrottare (spjutkastning).
Han tävlade för IK Favör och IF Göta.

## Främsta meriter
Fredriksson kom sexa vid OS i Rom 1960 (24 cm från brons). Han hade det svenska rekordet i spjutkastning 1954–1968. Han vann fyra SM i spjut.

## Idrottskarriär
Den 12 september 1954 slog Fredriksson Per-Arne Berglunds svenska rekord i spjut från 1951 (75,25) med ett kast på 76,74. Detta år vann han även SM för första gången, med 66,87.
År 1958 förbättrade han sitt svenska rekord tre gånger; den 1 juni kastade han 79,62, den 8 juli överskred han som förste svensk 80-metersgränsen (80,85), och den 26 juli förbättrade han rekordet till 81,63. 
1959 satte han sitt sista svenska rekord den 2 juli med ett kast på 82,96. Rekordet stod sig till 1968 då Åke Nilsson slog det.
Knut Fredriksson var med i OS i Rom 1960 där han kom sexa på 78,33.
Han vann SM 1958 med 75,55, SM 1959 med 76,06 och SM 1960 med 71,08.

## Övrigt
Knut Fredriksson blev Stor grabb nr 184 år 1956.
"Förre rikstränaren Gunnar Carlsson berättade, á propos Knuts stora talang, att han sett Knut kasta sten över Klarälven. Det är c:a 200 m!! "